# Willkommen bei Carmen Nebel
Willkommen bei Carmen Nebel war eine Samstagabend-Unterhaltungsshow im ZDF, die von Carmen Nebel moderiert und produziert wurde. Die letzte Sendung wurde am 13. März 2021 ausgestrahlt.

## Inhalt der Sendung
Bestandteile der zumeist Live-Sendung waren Talk mit Gästen und Musik aller Art, insbesondere Schlager, Popmusik, Oldies und klassische Musik. Die Gäste waren nationale und internationale Persönlichkeiten aus Film, Fernsehen, Politik und Musik. Das Deutsche Showballett Berlin, das später im Deutschen Fernsehballett aufging, war bis 2016 fester Bestandteil der Sendung.

## Produktion und Ausstrahlung
Die Sendung wurde von der von Carmen Nebel betriebenen TeeVee Produktions GmbH im Auftrag des ZDF produziert, dauerte zuletzt 180 Minuten und wurde zuletzt in der Regel dreimal im Jahr um 20.15 Uhr im ZDF ausgestrahlt. Seit Januar 2011 wurde die Sendung in HDTV ausgestrahlt. Zweimal wurde die Studiodekoration grundlegend überarbeitet.
Des Weiteren wurden mehrere CDs und DVDs mit Liedern aus den Sendungen veröffentlicht.

## Geschichte
Die Sendung startete am 31. Januar 2004 in Magdeburg. Gleich zu Beginn musste Carmen Nebel eine verlorene Wette aus der Sendung Wetten, dass..? einlösen, indem sie fünf Wörter, die Thomas Gottschalk vorgab, in die Anmoderation einbaute. 
Die Sendung am 2. April 2005 (Folge 8) aus Hof war die erste Unterhaltungssendung in der Fernsehgeschichte des ZDF, die vorzeitig abgebrochen wurde. Grund hierfür war der Tod des Papstes Johannes Paul II. an diesem Abend. Der Rest der unterbrochenen Sendung wurde zwar aufgezeichnet, aber (bis auf eine fünfminütige Zusammenfassung der Höhepunkte) nicht gesendet.
Beim Aufbau der Beleuchtungsanlagen für die Sendung am 26. September 2009 (Folge 35) aus Duisburg stürzte ein Techniker ungesichert aus acht Metern Höhe ab und starb kurz darauf an seinen schweren Verletzungen.
In der Sendung vom 6. März 2010 (Folge 39) aus Leipzig durfte die ursprünglich eingeladene Yvonne Catterfeld doch nicht auftreten und für ihre neue Single Blau im Blau werben. Grund hierfür war eine nicht eingehaltene Exklusivitätsklausel. Catterfeld sollte in dieser Sendung erstmals dieses Lied vortragen und nicht eine Woche vorher in der NDR-Talkshow 3 nach 9.
Am 12. November 2011 wurde im achten Jahr des Bestehens die 50. Folge von Willkommen bei Carmen Nebel live aus Dortmund ausgestrahlt. Am 9. Dezember 2018 strahlte das ZDF einmalig ein Best of aus. Dabei handelte es sich um einen 130-minütigen Zusammenschnitt aus 77 Sendungen.
Nachfolgersendung von Willkommen bei Carmen Nebel ist die Giovanni Zarrella Show.

## Auftritte
Regelmäßige Auftritte in der Sendung hatten u. a. Helene Fischer, Beatrice Egli, Linda Hesse, Andreas Gabalier, Roland Kaiser, Chris de Burgh, Johnny Logan, Rolando Villazón oder Ella Endlich. Die Liste der häufigsten Auftritte führen folgende Künstler an:
- 20 Auftritte: DJ Ötzi
- 17 Auftritte: Andrea Berg
- 14 Auftritte: Andy Borg
- 13 Auftritte: Howard Carpendale
- 12 Auftritte: Mary Roos

## Gemeinsinn und soziales Engagement
Am 2. November 2008 führte Nebel in Ludwigshafen am Rhein erstmals durch die ZDF-Spendengala Hand in Hand, in der Prominente für die Arbeit der Deutschen Krebshilfe sammelten. Sie erzielte über vier Millionen Euro Spendenzusagen für die gemeinnützige Hilfsorganisation. 2009 wurde dann erstmals Willkommen bei Carmen Nebel zu Gunsten der Deutschen Krebshilfe ausgestrahlt, was in der Bevölkerung zur weiteren Popularität der Moderatorin und des ZDF beitrug. Im März 2010 wurde Nebel Botschafterin der Deutschen Krebshilfe, ernannt durch den Präsidenten und Nobelpreisträger Harald zur Hausen.
Mit einer weiteren Benefiz-Gala am 26. September 2010 (aus Braunschweig), die von über 3,9 Millionen Zuschauern verfolgt wurde, hatte Nebel nach Angaben des ZDF 3,75 Millionen Euro Spenden für die Hilfsorganisation geworben. 2011 konnte Nebel bei der ZDF-Benefizgala aus Magdeburg am 24. September ein Spendenergebnis von über 3,2 Millionen Euro verkünden. 2012 erreichte Nebel in der ZDF-Gala am 1. September 2012 aus Berlin ein Spendenaufkommen von über 2,5 Millionen Euro. Am 28. September 2013 wurde aus Essen eine weitere Spendengala gesendet. Dabei erreichte Nebel ein Spendenergebnis von über 2,6 Millionen Euro. Von 2014 bis 2016 fand die Spendengala in Berlin statt. Bei der Jubiläums-Gala „40 Jahre Deutsche Krebshilfe“ am 13. September 2014 wurden über 3,5 Millionen Euro gespendet. Bei der ZDF-Jahresgala am 19. September 2015 wurden über 3,2 Millionen Euro gespendet. Am 1. Oktober 2016 kamen bis zum Ende der Gala mehr als drei Millionen Euro zusammen. Am 30. September 2017 erbrachte die Sendung über 3,5 Millionen Euro Spenden.
2018 wurde die ZDF-Sendung am 29. September aus Berlin für Carmen Nebel zu einer erfolgreichen Jubiläums-Veranstaltung: Zehn Jahre Benefiz-Gala für die Deutsche Krebshilfe und deren umfassenden Kampf gegen die Volkskrankheit Krebs. Die Moderatorin und zahlreichen prominente Gäste baten um Unterstützung, worauf 3,2 Millionen Euro Spenden für die Arbeit der Deutschen Krebshilfe zusammenkamen. Krebshilfe-Präsident Fritz Pleitgen informierte in der Sendung mit über 3,6 Millionen Zuschauern über die bundesweiten Aktivitäten und dankte abschließend allen Beteiligten gerührt für ihren engagierten Einsatz sowie den zahlreichen Menschen für ihre Spendentreue.
Dieser Trend setzte sich 2019 bei der Spendengala im September live aus der TUI-Arena in Hannover fort: Die Moderatorin hat bei ihren 3,18 Millionen Zuschauern um Unterstützung für die Deutsche Krebshilfe geworben und bis zum Sendeschluss der Gala 2,8 Millionen Euro erzielt. Darüber hinaus erklärten die Sänger in der Sendung, dass sie jeweils 5.000 Euro an die Deutsche Krebshilfe spenden. Zudem solle ein Teil der Einnahmen aus dem Ticketvorverkauf ihrer nächsten Arena-Tour an die Organisation fließen. Bundesgesundheitsminister Jens Spahn würdigte in der ZDF-Sendung im Gespräch mit Carmen Nebel und Krebshilfe-Präsident Fritz Pleitgen die Spender sowie die jahrzehntelange Pionierarbeit der von Mildred Scheel gegründeten Hilfsorganisation im Kampf gegen die Volkskrankheit. Minister Spahn ermutigte alle Bürger, die Angebote von Prävention und Krebs-Früherkennung in der Krebsbekämpfung im eigenen Interesse noch besser zu nutzen.
Bei der ZDF-Spendengala am 19. September 2020 aus der Sachsen-Arena in Riesa mit 3,5 Millionen Zuschauern kamen rund vier Millionen Euro für die Arbeit der Deutschen Krebshilfe zusammen.

## Tournee
Zusätzlich zu den Fernsehsendungen ging Willkommen bei Carmen Nebel 2016 auf Tournee. Es handelte sich dabei um eine Konzert-Tournee, bei der Carmen Nebel mit Stars wie Beatrice Egli, Andy Borg, Tony Christie, Paul Potts, Ella Endlich, Norbert Endlich und dem Deutschen Fernsehballett auftrat. Die Konzerte waren stark an die Fernsehshows angelehnt.

## Diskografie

### CD
- 2004: Willkommen bei Carmen Nebel 2004
- 2004: Willkommen bei Carmen Nebel – Zauberhafte Sommermelodien
- 2004: Willkommen bei Carmen Nebel – Traumhaftes aus Schlager und Volksmusik
- 2007: Das Beste aus Willkommen bei Carmen Nebel
- 2008: Willkommen bei Carmen Nebel
- 2010: Carmen Nebel präsentiert: Stars der Extraklasse

### DVD
- 2006: Das Beste aus Willkommen bei Carmen Nebel